# Igor' Plotnickij
Igor' Venediktovič Plotnickij (in russo Игорь Венедиктович Плотницкий?, in ucraino Ігор Венедіктович Плотницький?, Ihor Venediktovyč Plotnyc'kyj; Kel'menci, 24 giugno 1964) è un militare e politico ucraino di etnia russa, della Repubblica Popolare di Lugansk.
È stato Capo della Repubblica Popolare di Lugansk e comandante supremo delle forze armate della RPL dal 2014 al 2017.
Prima di diventare primo ministro della RPL era membro del partito filo-ucraino Unione Popolare.